# 奥藏克斯-蒙泰斯特吕克
奥藏克斯-蒙泰斯特吕克（法語：Ozenx-Montestrucq，法語發音：[ozɛ̃ks mɔ̃tɛstʁyk]）是法国大西洋比利牛斯省的一个市镇，位于该省北部，属于波城区。该市镇于1972年由原市镇奥藏克斯（Ozenx）和蒙泰斯特吕克（Montestrucq）合并而成。

## 地理
奥藏克斯-蒙泰斯特吕克（43°26'31"N, 0°47'47"W）面积16.34 平方千米，位于法国新阿基坦大区大西洋比利牛斯省，该省份为法国东南部省份，涵盖了贝阿恩与北巴斯克，西临大西洋比斯開灣，北至朗德省，东北接热尔省，东临上比利牛斯省，南与西班牙接壤。
与奥藏克斯-蒙泰斯特吕克接壤的市镇（或旧市镇、城区）包括：卡斯泰特邦、洛皮塔勒多里永、拉-蒙德朗、拉讷普拉、卢比安、奥里永、奥里于勒、奥尔泰兹。
奥藏克斯-蒙泰斯特吕克的时区为UTC+01:00、UTC+02:00（夏令时）。

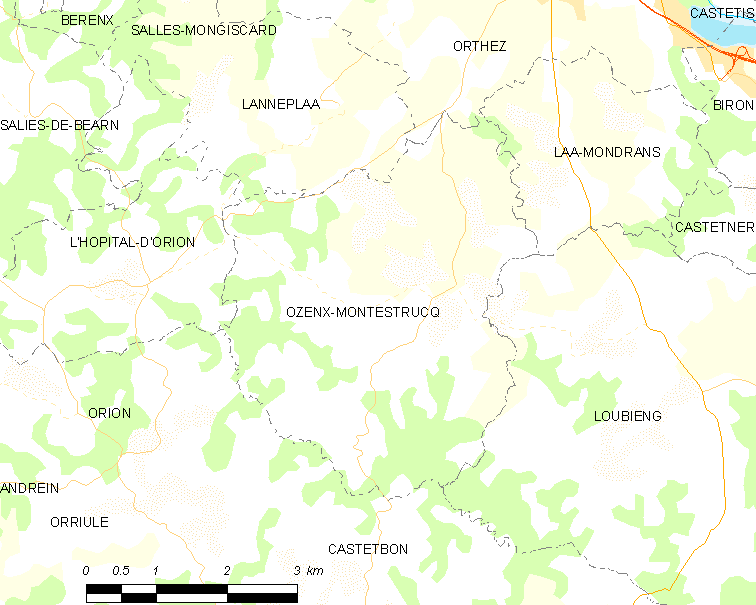
奥藏克斯-蒙泰斯特吕克的OSM定位图

## 行政
奥藏克斯-蒙泰斯特吕克的邮政编码为64300，INSEE市镇编码为64440。

## 政治
奥藏克斯-蒙泰斯特吕克所属的省级选区为贝阿恩中心县。

## 交通
大西洋比利牛斯省省道D265线经过市中心。

## 人口
奥藏克斯-蒙泰斯特吕克于2022年1月1日时的人口数量为378人。

1962-2008年间奥藏克斯-蒙泰斯特吕克人口变化图示